# Столбы (Намский улус)
Столбы (якут. Хатырык) — село в Намском улусе Республики Саха (Якутия). Административный центр сельского поселения Хатырыкский наслег. Родина советского государственного и партийного деятеля Максима Аммосова, одного из основателей якутской государственности.  

## География
Село находится в левобережье Лены в 35 км к северу от села Намцы и в 118 км к северу от Якутска. Через село проходит автодорога Р503.

## Население
| 1989  | 2002  | 2007  | 2010  | 2012  | 2013  | 2014  |
| ----- | ----- | ----- | ----- | ----- | ----- | ----- |
| 1000  | ↘960  | ↗1088 | ↘1084 | ↗1109 | ↗1125 | ↗1130 |
| 2015  | 2016  | 2017  | 2018  | 2019  | 2020  | 2021  |
| ↗1136 | ↘1112 | ↘1108 | ↘1094 | ↘1073 | ↘1052 | ↗1053 |

## Образование и культура
В селе расположена Хатырыкская средняя общеобразовательны школа им. М. К. Аммосова, МБО ДО «Хатырыкская детская школа искусств им. Н.Н. Атласова». С 2002 года функционирует Республиканский музей истории государственности РС (Я) им. М. К. Аммосова.

## Транспорт
Действует автобусное сообщение с городом Якутском и административным центром улуса(района) селом Намцы с помощью маршрута №203 Якутск-Намцы-Хатырык

## Достопримечательности
- Туристический, исторический комплекс с русскими избами, якутским балаганом, острогом и другими объектами.
- Памятник Максиму Кировичу Аммосову. Скульптор Винокурова Е. Н. 1958 год. Железобетон.
- Музей истории Государственности Республики Саха (Якутия) им. М. К. Аммосова
- Мемориал погибшим воинам и участникам Великой Отечественной войны

## Известные личности, родившиеся в Хатырыке
- Аммосов Максим Кирович — советский государственный и партийный деятель, активный участник борьбы за установление Советской власти в Сибири, Казахстане и Киргизии.
- Пестряков Иннокентий Юрьевич — художник.
- Попов Василий Николаевич — сказитель Олонхо.
- Попов Алексей Дмитриевич — землеустроитель.